# Рунов, Владимир Викторович
Владимир Викторович Рунов (11 мая 1937, Ростов-на-Дону — 23 сентября 2022, Краснодарский край) — советский и российский журналист, заслуженный работник культуры РСФСР, член Союза российских писателей, Герой труда Кубани.

## Биография
Владимир Рунов родился 11 мая 1937 года в Ростове-на-Дону.
После школы поступил на исторический факультет Уральского госуниверситета: специализировался на археологии, студентом не раз был на раскопках в Краснодаре на Черном море и в Крыму.
Почти сразу после вуза уехал в Краснодар и устроился спортивным журналистом на краевое телевидение. В 1993 году почти на десять лет он стал председателем гостелерадикомпании «Кубань».
Был одним из первых преподавателей журфака КубГУ, пресс-секретарем мэра Краснодара Валерия Самойленко, избирался в ЗСК. С 1999 года преподавал в Краснодарском институте культуры: более пяти лет возглавлял факультет телерадиовещания и театрального искусства, до последнего преподавал на кафедре кино, телевидения и звукорежиссуры. Писал книги.
Ушёл из жизни 23 сентября 2022 года в возрасте 85 лет.

## Издания
- Владимир Рунов. Страна отношений. Записки неугомонного. — Litres, 2022-05-15. — 682 с. — ISBN 978-5-04-098465-7.[15]
- Владимир Рунов. Вход со двора. Роман-воспоминание. — Litres, 2022-05-15. — 423 с. — ISBN 978-5-04-098463-3.[16]
- Владимир Рунов. Дом хрустальный на горе…. — Litres, 2022-05-15. — 450 с. — ISBN 978-5-04-098467-1.[17]